# Рихлики
Рихлики (пол. Rychliki, нім. Reichenbach, Kreis Preußisch Holland) — село в Польщі, у гміні Рихлики Ельблонзького повіту Вармінсько-Мазурського воєводства.
Населення — 702 особи (2011).
У 1975-1998 роках село належало до Ельблонзького воєводства.

## Демографія
Демографічна структура станом на 31 березня 2011 року:
|          | Загалом | Допрацездатний вік | Працездатний вік | Постпрацездатний вік |
| -------- | ------- | ------------------ | ---------------- | -------------------- |
| Чоловіки | 344     | 55                 | 256              | 33                   |
| Жінки    | 358     | 65                 | 215              | 78                   |
| Разом    | 702     | 120                | 471              | 111                  |